# سلامون القماش
قرية سلامون القماش هي إحدى القرى التابعة لمركز المنصورة في محافظة الدقهلية في جمهورية مصر العربية. حسب إحصاءات سنة 2006، بلغ إجمالي السكان في سلامون القماش 16934 نسمة، منهم 8677 رجل و8257 امرأة. من أبنائها الفريق سامي عنان رئيس أركان القوات المسلحة المصرية السابق.

## التاريخ
قرية سلامون القماش من القرى القديمة، حيث وردت باسم «سلمون طرنت» في أعمال الدقهلية ضمن قرى الروك الصلاحي التي أحصاها ابن مماتي في كتاب قوانين الدواوين، كما وردت باسم «سلمون طريف» في أعمال الدقهلية والمرتاحية ضمن قرى الروك الناصري التي أحصاها ابن الجيعان في كتاب «التحفة السنية بأسماء البلاد المصرية». وفي العصر العثماني وردت باسم «سلمون طريف سلمون القماش» في التربيع العثماني الذي أجراه الوالي العثماني سليمان باشا الخادم في عصر السلطان العثماني سليمان القانوني ضمن قرى ولاية الدقهلية، وفي تاريخ 1228هـ/1813م الذي عدّ قرى مصر بعد المسح الذي قام به محمد علي باشا باسم «سلامون القماش» ضمن قرى مديرية الدقهلية.